# Funktionelle lidelser
Funktionel sygdom eller funktionel lidelse kaldes en tilstand, hvor den normale funktion ved en kropsproces er forstyrret, men hvor kroppen og organerne tilsyneladende er normale ved undersøgelse. Det bruges også som generelt begreb for uorganisk sygdom.
Funktionelle lidelser er ikke en diagnose, og  WHO har ikke begrebet i deres diagnoseklassifikationssystem som  Danmark følger. Det betyder, at diagnoser skal være forsynet med diagnosekoder, som findes i  ICD-10,
WHO's diagnoseklassifikationssystem.. 
Begrebet "funktionel lidelse" er ikke søgbart i Sundhedsdatastyrelsens journalsystemer. Der er derfor ingen viden om, hvor mange danskere, der har fået 'funktionelle lidelser' eller hvilken behandling, de er blevet tilbudt.

## Funktionelle lidelser som medicinsk-politisk begreb
I Danmark bruges begrebet funktionelle lidelser ofte om visse sygdomme, der giver generende fysiske symptomer, som sundhedsvæsenet ikke kan håndtere. Der er bl.a. tale om patienter, som i medicinsk terminologi ofte får diagnosen Medicinsk Uforklarede Symptomer (MUS), men også om mennesker, der har vigtige fællestræk med MUS-gruppen og som lever med lidelser, der alvorligt truer deres velfærd i ordets brede betydning.
Forskningsklinikken for Funktionelle Lidelser, som har et psykiatrisk sigte på funktionelle lidelser, anslår at ca. 6 pct. af befolkningen eller omkring 300.000 danskere har en funktionel lidelse. Funktionelle lidelser håndteres i dag i det somatiske sundhedsvæsen, i almen praksis bl.a ud fra TERM-modellen, med psykoterapi, ligesom nogle behandles psykiatrisk som somatoforme. Også alternativ behandling som f.eks. healing undersøges. Funktionelle lidelser giver anledning til meget sygefravær og mange sager om sygedagpenge og førtidspension. Funktionelle lidelser vedrører grundlæggende kulturelle begrebskategorier som f.eks. sundhed og sygdom. Det er tænkeligt, at udvikling af en funktionel lidelse i nogle tilfælde kan forudses og varsles og at der kan udvikles mere effektive strategier for forebyggelse.
Ifølge andre opfattelser er der snarere tale om virkelige sygdomme, som ikke udredes og behandles ordentligt. Det kan skyldes, at lægevidenskaben ikke har viden eller teknologi til det, men også, at sundhedsvæsenet ikke benytter de muligheder, som foreligger. Dette kan f.eks. have lægefaglige eller politiske årsager.
Her kan blandt andet nævnes at det i mange år allerede har været muligt at påvise et kronisk piskesmæld, dette udføres dagligt i blandt andet Norge og Finland hvor det påvises ved en funktionscanning af selve nakken.
Denne metode er blot ikke mulig i Danmark grundet for utilstrækkeligt udstyr og manglende interesse fra blandt andet Forskningsklinikken for Funktionelle Lidelser.

## Eksempler på kontroversielle lidelser
- Fibromyalgi
- *ME/CFS (såkaldt "kronisk træthedssyndrom") er efter enstemmig folketingsbeslutning 12-3-2019 fjernet fra begrebet "funktionelle lidelser" Arkiveret 12. juni 2019 hos  Wayback Machine
- Piskesmæld
- Psykogene ikke-epileptiske anfald

Det bør også nævnes at de kroniske lidelser som Forskningsklinikken for Funktionelle Lidelser mener ikke eksisterer, alle er lidelser som er anerkendte i hele den vestlige verden inkl. Danmark. Hvilket også bevirker at termen Funktionel Lidelse ikke er anerkendt, men er en forskningsbetegnelse.
Hos mange patienter som mistænker borrelia, kan infektion ikke påvises med de gængse tests i Danmark. Det diskuteres, om de er effektive nok. Nogle af patienterne får en funktionel eller psykisk diagnose. Det kompliceres yderligere af, at borrelia kan give mangfoldige kropslige, neurologiske og psykiske følger.
Mavesår er et eksempel på en sygdom, som tidligere blev opfattet som hovedsageligt psykosomatisk. I 1958 begyndte den græske læge John Lykoudis et pionerarbejde med behandling af mavesår med penicilin. Det lykkedes ikke Lykoudis at få sine resultater publiceret, og først i 1982 påviste nobelpristagerne Barry J. Marshall og J. Robin Warren at de fleste mavesår skyldes en infektion med bakterien helicobacter pylori. I dag påvises bakterien ved en simpel prøve, og antibiotika er standardbehandling.

## PNES
PNES er den engelske forkortelse af Psychogenic Non-Epileptic Seizures (seizure = anfald), som på dansk kaldes "psykogene non-epileptiske anfald" eller funktionelle anfald.
De ligner epileptiske anfald, men er hverken epilepsi eller anden fysisk sygdom, og der er ingen abnorm aktivitet i hjernen under anfaldene. 
Funktionelle anfald kan være ødelæggende for livskvaliteten, og kan medføre sociale problemer, da familieliv, uddannelses- og arbejdsevnen påvirkes negativt. Lidelsen behandles med terapi og psykologbehandling. Anfaldene er ubehagelige, med de stopper altid af sig selv, og er ikke skadelige for hjernen.

## Eksterne kilder og henvisninger
1. ↑  Taber's Cyclopedic Medical Dictionary, red. Donald Venes, 21. udgave, F.A. Davis, Philadelphia, 2009
2. ↑  "ICD-10 Version:2016". Arkiveret fra originalen 5. november 2018. Hentet 2. november 2018.
3. ↑  Usikkerhed om danske borrelia-diagnoser Arkiveret 18. august 2010 hos  Wayback Machine, Information, 2. maj 2010
4. ↑  "Fokus på PNES". Arkiveret fra originalen 3. november 2013. Hentet 2. november 2013.

- Forskningsklinikken for funktionelle lidelser Arkiveret 6. april 2012 hos  Wayback Machine, afdeling med psykiatrisk tilgang til funktionelle lidelser
- Hvad er funktionelle lidelser og hvad er Term modellen? Arkiveret 5. november 2012 hos  Wayback Machine Patientgruppe med fakta om funktionelle lidelser og Term.
- Du er syg i hjernen, ikke i kroppen. Arkiveret 18. april 2012 hos  Wayback Machine